# Alexandrina (region i Australien)
Alexandrina är en region i Australien. Den ligger i delstaten South Australia, omkring 50 kilometer sydost om delstatshuvudstaden Adelaide. Antalet invånare är 24 824.
Följande samhällen finns i Alexandrina:
- Strathalbyn
- Port Elliot
- Hindmarsh Island
- Langhorne Creek
- Goolwa
- Mount Compass
- Middleton
- Willyaroo
- Milang
- Nangkita
- Ashbourne
- The Range

Trakten runt Alexandrina består till största delen av jordbruksmark. Runt Alexandrina är det mycket glesbefolkat, med 6 invånare per kvadratkilometer. Genomsnittlig årsnederbörd är 729 millimeter. Den regnigaste månaden är juni, med i genomsnitt 133 mm nederbörd, och den torraste är december, med 21 mm nederbörd.